# Brothers Water
Brothers Water är en sjö i Storbritannien.   Den ligger i grevskapet Cumbria och riksdelen England, i den centrala delen av landet, 400 km nordväst om huvudstaden London. Brothers Water ligger 161 meter över havet. Arean är 0,23 kvadratkilometer. Trakten runt Brothers Water består i huvudsak av gräsmarker. Den sträcker sig 1,0 kilometer i nord-sydlig riktning, och 0,5 kilometer i öst-västlig riktning.